# Chemez Árpád
Chemez Árpád (Nemeskajal, 1921. március 21. – Biatorbágy, 2010. szeptember 19.) festő, népi faragó, néprajzgyűjtő, rajztanár.

## Életpályája
Apja Chemez Ferenc hentesmester, anyja Varga Mária varrónő voltak. Öt testvére közül ő volt a legidősebb. Gyermekkorában élt Nemeskajalon, Pozsonyban és Galántán. Budai Tanítóképzőt végezte el, négy idegen nyelven beszélt.
A Magyar Hadsereg tagja lett, rádiós volt. A Keleti frontról visszavonulva ismerkedett meg későbbi feleségével, Kalmár Annával 1944-ben Tiszabecsen. Házasságából két gyermeke született, István és Anikó.
A művészeti tanulmányait 1950-ben a Magyar Képzőművészeti Főiskolán kezdte, festő szakon. Első éves hallgatóként, Barcsay Jenő tanársegédjének választották. A főiskolára együtt járt többek között Kondor Bélával és Hincz Gyulával. Tanulmányait politikai okok miatt nem fejezhette be. (saját elmondása szerint felpofozott egy DISZ titkárt, és marxista filozófia tanárával több ízben is konfliktusba keveredett) Ezt követően Barcsayt többször látogatta Kodály köröndi lakásán, barátságba kerültek. 1952-1956 között a Pécsi Tanárképző Főiskolát végezte el. A főiskola végzős hallgatói között minden évben két festőművész diplomát osztottak ki, amit Chemez Árpád elismerésül megkapott. Az 1950-es években Baranya megyében lakott. Ebben az időben sokat költöztek családjával. Élt Csengerben, Fehérgyarmaton, Kerekegyházán, Búhegyen, Sátorhelyen, Kémesen. 1956-ban Sátorhelyen a forradalmi tanács elnökének választották, emiatt elvesztette állását, előzetes letartóztatásba került, majd szabadlábra helyezése után, rendőri felügyelet alá helyezték. Megválasztása napján a helyi párttitkárnőt a falu lakói meg akarták lincselni, ezért személyesen felkereste, és segített neki megmenekülni. Később a párttitkárnő ’ hálából ’ elítélte. 1956-tól volt kiállító művész. Rendszeresen szerepel szűkebb pátriája, a Pest megyei képzőművészek csoportos tárlatain. Részt vett a keszthelyi és a szentendrei művésztelep munkájában. Inspirációjában, motívumkincsében, leegyszerűsített formavilágában vállaltan népi indíttatású. Konstruktív szerkezetű képeire nagy hatással volt Barcsay Jenő munkássága. Ő maga népi konstruktivizmusnak nevezte  festményeit.
Élete derekán, mikor a legjobb képeit festette, olyan érzése volt, hogy napokig nem eszik, nem figyel a körülötte zajló eseményekre, csak a festett képekre koncentrált. Egy alkalommal bűzt érzett, és döbbenten látta, hogy a cigaretta beleégett a bajuszába. Ekkor úgy érezte, olyan tűz égeti, ami felemészti és egy évtizednél nem élne tovább. Eldöntötte, hogy befejezi a festészetet és családjára több időt fordít. Belefogott a népi faragásba. Fa-, csont- és szarufaragásokat készített, ami „nagy gyönyörűség” volt számára. Mestere Gengeliczky József volt. Faragásaival népművészeti kiállításokon sikereket ért el.
1960-tól Biatorbágyon élt, nyugdíjazásáig Biatorbágyon, és Budakeszin rajzot tanított. Az 1960-as évek elején a Képzőművészeti Alap tagja lett, számos kiállításon szerepelt. Népművészet iránt mindig érdeklődést mutatott, de az 1960-as évektől gyűjtő munkába is kezdett. Néprajzi gyűjteményén kívül, ásványokat, képeslapokat, bélyegeket-blokkokat, régiségeket gyűjtött, ezen belül középkori és népvándorlás kori használati eszközöket, tárgyakat.  Gross Arnolddal ásványbörzén ismerkedett meg, majd barátság szövődött köztük.
Első egyéni bemutatkozására 1972-ben került sor.
A Pest megyei csoportos tárlatok állandó résztvevője.

## Díjak, kitüntetések
- Kapoli Antal Országos Faragó Pályázaton többször nyert első, második illetve harmadik helyezést.

## Kiállítások
- 1968 Pest megyei képzőművészek váci tárlata
- . . . . ? Ráckeve, képzőművészek tárlata
- 1978 Szentendre, Pedagógus képzőművészek tárlata
- 1972 Fáklya Klub, Budapest
- 1993, 1996 Kultúrház, Biatorbágy, Gyűjteményes kiállítás
- 2000 Budapest MIÉP- iroda /Chemez Árpád, Chemez István, Chemez Farkas/
- 200? Budapest Magyarok Háza /Chemez Árpád, Chemez István, Chemez Farkas/

### Művek közgyűjteményekben
- Tragor Ignác Múzeum, Vác
- Magyar Mezőgazdasági Múzeum, Vajdahunyad vár, Budapest

Említésre méltó, hogy számos múzeum vásárolt tőle szaruláncokat, és faragásokat.